# Possessão (2002)
Possession (bra/prt: Possessão) é um filme americano-britânico de 2002 dirigido por Neil LaBute, com roteiro de David Henry Hwang, Laura Jones e do próprio diretor baseado no romance Possession: A Romance, de A. S. Byatt.

## Sinopse
O filme relata as investigações da inglesa Maud Bailey (Gwyneth Paltrow) e do americano Roland Michell (Aaron Eckhart) sobre poetas da Inglaterra do século 19.